# Leucauge roseosignata
Leucauge roseosignata este o specie de păianjeni din genul Leucauge, familia Tetragnathidae, descrisă de Mello-leitão, 1943. Conform Catalogue of Life specia Leucauge roseosignata nu are subspecii cunoscute.